# Croton guaricensis
Espèce
Classification APG II (2003)
Croton guaricensis est une espèce de plantes à fleurs du genre Croton et de la famille des Euphorbiaceae présente en Amérique (Colombie, Trinité-et-Tobago, Venezuela, Antilles vénézuéliennes, îles sous le Vent).
Selon World Checklist of Selected Plant Family (WCSP) et Catalogue of Life (sites visités le 10 avril 2024), le nom est synonyme de Croton suavis Kunth.